# 侯音
侯 音（こう おん、? - 219年）は、中国後漢末期の豪族。荊州南陽郡宛県の人。

## 生涯
曹操配下として宛を守備し、関羽に備えていた。しかし、南陽郡では軍役の重さが過酷だったので、218年末に侯音は衛開と共に関羽と内通し、3000名の軍勢を率いて謀反を起こした。
また、侯音は付近の山賊達を煽動し、南陽近隣の諸県の官吏・民衆ら数千人を捕虜とした。これを聞いた南陽太守の東里袞は侯音の反乱に驚愕。東里袞は郡の功曹の応余と共に、混乱の真っ只中で幸い宛城を無事に脱出した。
ところが、この報を聞いた侯音は東里袞を追撃し、案の定10里先で東里袞一行に追いついた。さらに追撃隊に命じ、東里袞一行を目掛けて矢を射掛けさせると、応余が東里袞の前に出てこれを庇い、全身に矢に浴びて壮絶な戦死を遂げた。部下の死に激怒した東里袞は、わずかの部下と共にその追撃隊と果敢に戦い、これを撃退した。亡き応余の節義を褒めてその死を憐れみ、これを手厚く葬ったという。
一方の侯音は度重なる追撃で、ついに東里袞を捕虜とした。この時、亡き応余の親友だった宗子卿は侯音の部下だったが、かねてから東里袞を慕っていた。一計を案じた宗子卿は、侯音に対し「民衆に敬慕されている東里袞を何故解放なさらないのですか。このままではあなたの蜂起は無益な結果となってしまいます。また関羽の援軍が到着する前に魏公が宛にやって来ると、間違いなくあなたは誅殺されるでしょう。それを柔げるためにも東里袞を釈放すべきです」と進言した。侯音もこれに同意し、東里袞を解放した。解放された東里袞は、親友である揚州刺史の温恢を頼ったが、間もなく彼は温恢と共に軍勢を率いて南陽郡に戻って来たという。
宗子卿は侯音の謀反を決して批判していなかったといわれており、寧ろ共感する部分が多かったという。それは侯音や衛開らが、過酷な軍務に苦しんでいた領民を救済するために反乱を起こしたからであり、その多くの領民と山賊が彼らを支えていたからであるという。
しかし、侯音に同情していた宗子卿も深夜に宛城を脱出し、東里袞一行に合流。四散した敗残兵を集めて宛城を取り囲んだ。一方で曹操の命を受けた曹仁は事の緊急を悟り、龐徳と共に樊城から侯音討伐に駆けつけた。これにより東里袞・宗子卿・温恢らは驚喜し、ついに宛城を攻撃した。侯音は籠城して関羽の援軍を待機することになった。翌年正月早々、曹仁・龐徳らの猛攻で宛城は陥落。侯音と衛開は捕虜となり、配下と共に処刑され晒し首になった。
また、東里袞は狼藉を働いた侯音の支持者を逮捕して、彼等を即刻処刑している。だが侯音の支持者達は、過酷な軍務を指図した東里袞ら南陽郡の官吏達を怨んでいたため、「侯音公万歳」と刑死寸前まで叫び、東里袞らを激しく罵ったといわれる。